# 오리건주도 제8호선

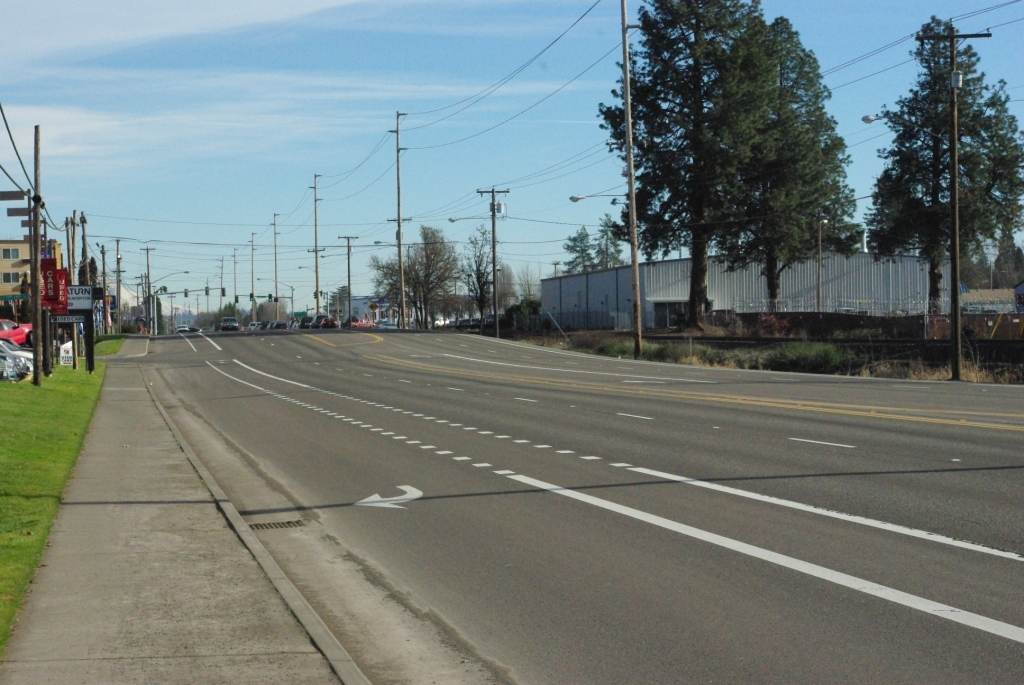
비버턴에서 머레이 대로 부근으로 관통하고 있는 오리건주도 제8호선의 모습이며, 동쪽으로 향하고 있다.

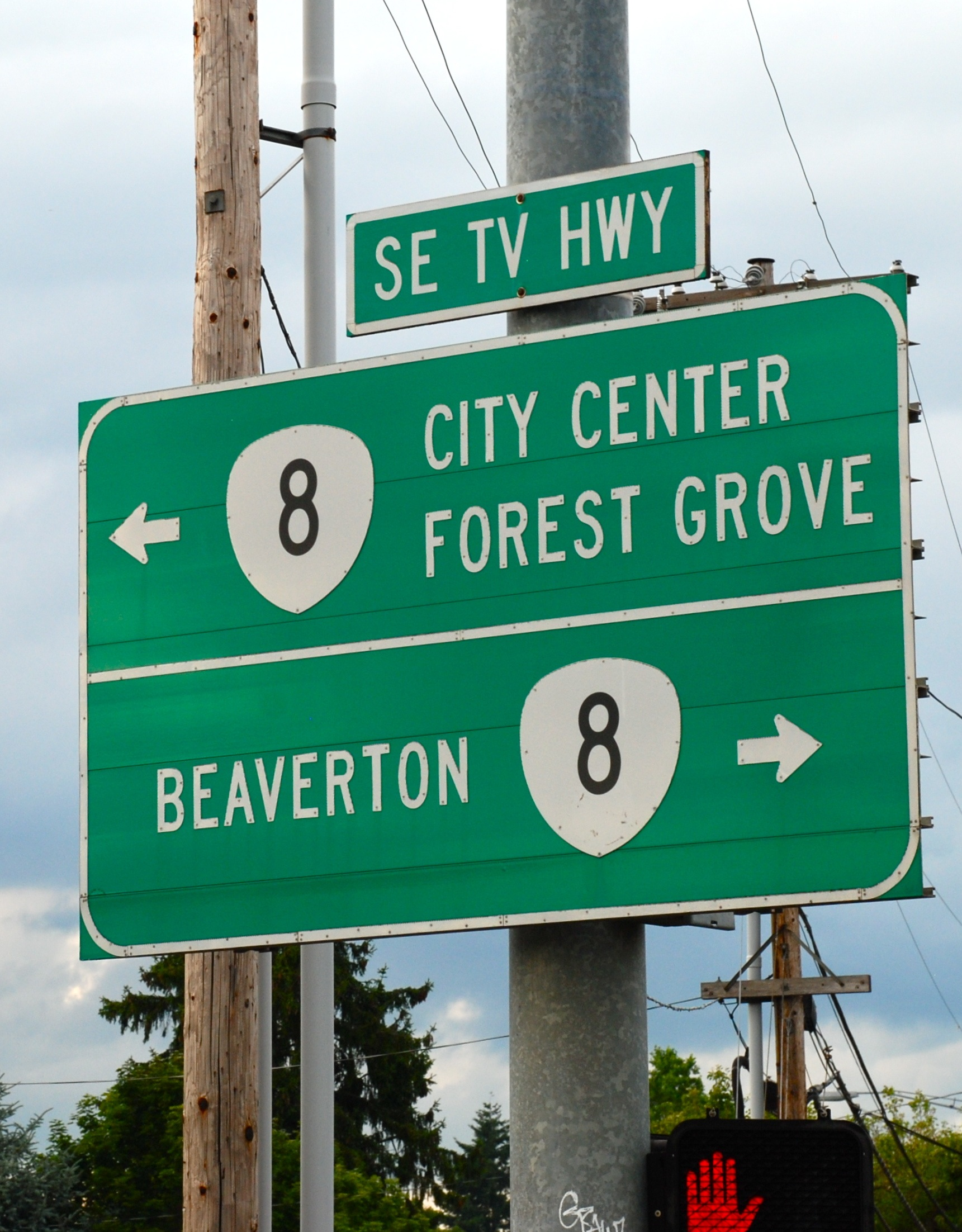
힐즈버러 중심가에 설치된 오리건주도 제8호선 표지판

오리건주도 제8호선(Oregon Route 8, OR 8)은 오리건주 게일즈 크리크에서 비버턴까지 이르는 미국의 주도로, 총 연장은 약 19.20 mi(30.90 km)이다. 그래서 포틀랜드의 교외를 가로지르는 주요 도로이기도 하고 있으나, 해당 도로로는 지역적 특색상 케니언 로드와 투알라틴 밸리 하이웨이 그리고 투알라틴 계곡를 관통시키는 것으로 보인다. 또한 해당 도로는 워싱턴군 내부를 통과하고 있다. 

## 통과하는 군
- 워싱턴군
- 멀트노머군

## 통과하는 도로
- 국도 제26호선
- 오리건주도 제6호선
- 오리건주도 제47호선
- 오리건주도 제217호선
- 오리건주도 제219호선
- 주간고속도로 제5호선